# Sergei Gridin
Sergei Gridin (* 20. Mai 1987) ist ein kasachischer Fußballspieler.

## Karriere

### Verein
Gridin begann seine Karriere bei Zesna Almaty, wo er 2005 seinen ersten Profivertrag bekam. In der Folgezeit wurde er 2007 an Kaspij Aqtau und 2009 an Schetissu Taldyqorghan verliehen. Zur Saison 2011 wechselte er zum Premijerligisten Tobyl Qostanai.

### Nationalmannschaft
Am 3. Juni 2011 erzielte er in seinem ersten Länderspiel zwei Tore beim Qualifikationsspiel zur Fußball-Europameisterschaft 2012 gegen Aserbaidschan. Die Tore waren die erste Tore in der Qualifikation für Kasachstan und Kasachstan holte durch diese beiden Tore die ersten drei Punkte in der Qualifikation.

## Erfolge
- Kasachischer Meister: 2012, 2013
- Kasachischer Pokal-Finalist: 2008, 2011